# Agrobiologie
Agrobiologia (din grecescul agros "ogor", bios "viață" și logos "vorbire") este știința care se ocupă cu studiul legilor biologice generale care acționează în cultura plantelor și în creșterea animalelor.
Este baza teoretică a științelor agronomice.
Agrobiologia elaborează metode științifice de transformare a plantelor și animalelor în scopul măririi producției în agricultură. Un domeniu de aplicare practică al agrobiologiei este agricultura organică.